# Dougiola koebelei
Dougiola koebelei är en stekelart som först beskrevs av William Harris Ashmead 1900.  Dougiola koebelei ingår i släktet Dougiola och familjen kragglanssteklar. Inga underarter finns listade i Catalogue of Life.